# Cappella di San Cristoforo (Amalfi)
La cappella di San Cristoforo è una cappella sconsacrata, parzialmente distrutta e pericolante, che si trova ad un km circa da Amalfi nella cavità maggiore del vallone del Cieco.

## Storia
La cappella originaria risalirebbe all'XI secolo, quando il duca Mansone II, detto il cieco (tale soprannome diede il nome a tutta la zona circostante), decise di farla erigere mentre l'edificio attuale è frutto di un rifacimento del XIX secolo. 
Negli anni '80 la caduta di un enorme masso dalla parete rocciosa sovrastante la cappella rese inagibile la struttura, distruggendo il tetto e l'altare maggiore.

## Descrizione
La cappella presenta una facciata a capanna con una finestra di forma triangolare sulla porta d'ingresso mentre, sulla parete sinistra, è presente un affresco raffigurante San Cristoforo che porta Gesù Bambino in braccio attribuito alla scuola di Pietro Scoppetta e restaurato nel 1986.
All'interno invece la chiesetta si presenta come un ambiente ad unica navata, coperto da quel che resta di un soffitto con volta a botte decorata con un motivo a cassettoni. In esso si può vedere ancora, oltre ai resti dell'altare maggiore, la pala d'altare, un affresco di stile  bizantino raffigurante la Madonna con Bambino, seppur danneggiato dalla frana; accanto all'aula liturgica vera e propria si trova un locale a elle un tempo adibito a sacrestia. 
Nella cappella era inoltre custodita la statua del Santo titolare, San Cristoforo, che venne recuperata dopo la frana ed è ora conservata nella chiesa della Madonna del Pino dalla quale viene portata in processione il 25 luglio .